# Yasuhiko Asaka
Pour les articles homonymes, voir Asaka (homonymie).
Yasuhiko Asaka (朝香宮鳩彦王, Asaka-no-miya Yasuhiko-ō, 2 octobre 1887 – 12 avril 1981), est un membre de la famille impériale du Japon, beau-fils de l'empereur Meiji (Mutsuhito), demi-frère du prince Naruhiko Higashikuni et oncle de l'empereur Hirohito. Officier de carrière au sein de l'Armée impériale japonaise, Asaka fut commandant des forces impériales lors de l'assaut final contre Nankin, alors capitale de la Chine nationaliste, en décembre 1937. Il fut impliqué dans le massacre de Nankin, mais exonéré de poursuite par le Commandant suprême des forces alliées.

## Carrière militaire
Comme les autres princes impériaux, Asaka mena une carrière militaire active. Il reçut ses premiers enseignements au Gakushuin et à l'École militaire préparatoire centrale, avant d'être incorporé à l'Académie de l'armée impériale japonaise en 1908 comme second lieutenant. Il fut promu capitaine en 1912, lieutenant-colonel en 1917 et colonel en 1922. 
Entre 1920 et 1923, Asaka étudia les tactiques militaires à l'École spéciale militaire de Saint-Cyr, en France, avec son demi-frère Naruhiko Higashikuni et son cousin Naruhisa Kitashirakawa. Le 1er avril 1923, il fut toutefois sérieusement blessé dans un accident d'automobile en Normandie , au cours duquel le prince Kitashirakawa trouva la mort. Il en garda des séquelles pour le reste de ses jours.
Le prince fut promu au rang de brigadier général en 1926, puis de major général en 1930. En 1933, il devint lieutenant général et assuma le commandement de la Garde impériale. En décembre 1935, il fut nommé membre du conseil suprême de guerre, ce qui en fit un conseiller direct de son neveu Hirohito.
Durant l'incident du 26 février, Asaka pressa l'empereur de nommer un nouveau gouvernement qui serait acceptable pour les rebelles, notamment en remplaçant le Premier ministre Keisuke Okada par Koki Hirota. Les sympathies du prince pour la faction de la voie impériale et le prince Yasuhito Chichibu, entraînèrent un froid avec l'empereur. 

### Rôle dans le Massacre de Nankin

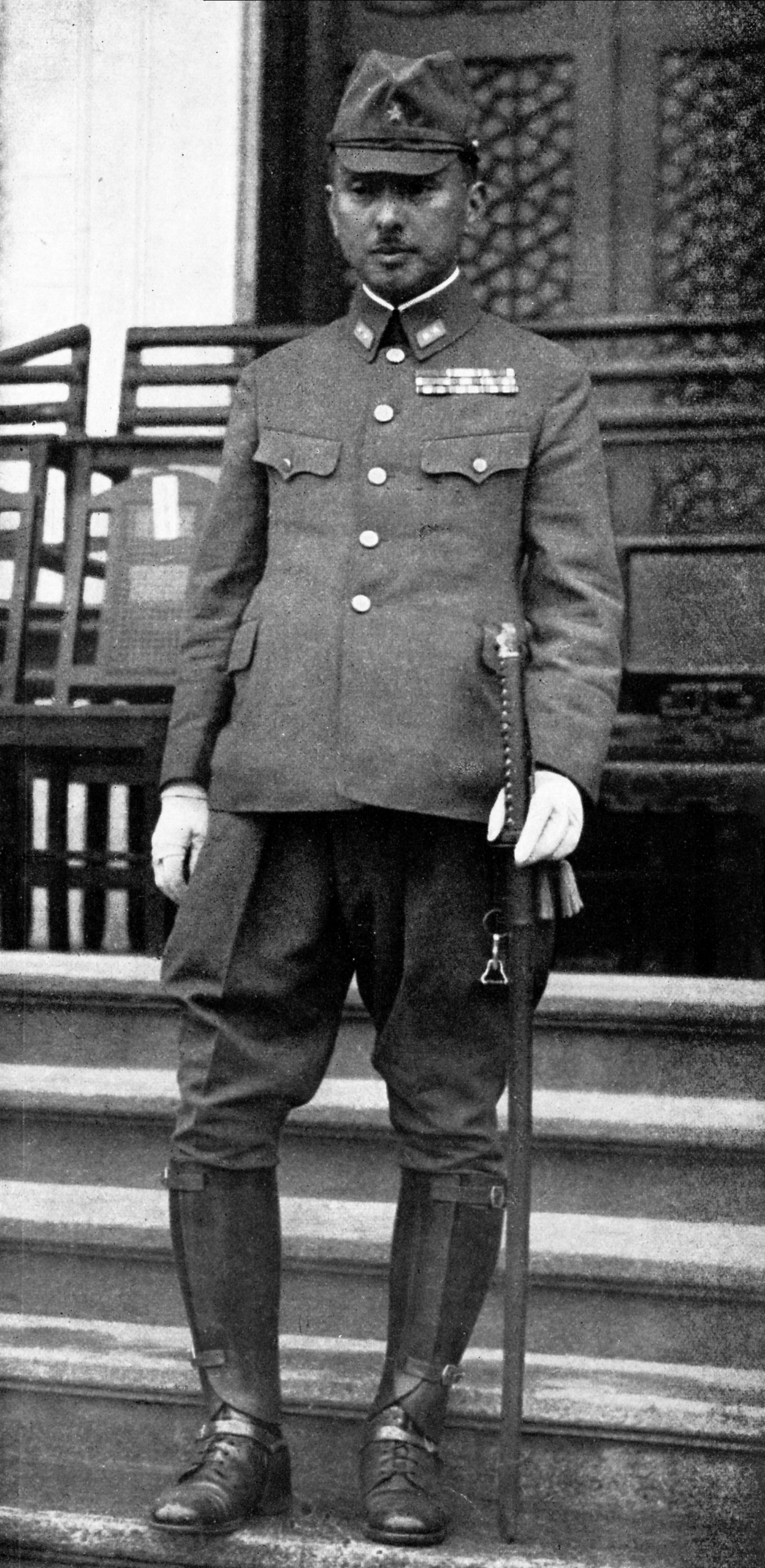
Asaka en 1940

En raison peut-être de cette rupture, Asaka fut transféré en 1937 par son neveu au sein de l'armée régionale japonaise de Chine centrale, alors sous la supervision du Général Iwane Matsui.
En novembre 1937, il devint commandant des forces d'invasion devant Nanjing, alors capitale de la Chine. Comme commandant de l'assaut final, entre le 2 et le 6 décembre, le Prince émit apparemment l'ordre de « tuer tous les prisonniers » fournissant ainsi une sanction officielle à ce qui deviendrait le « massacre de Nankin ».
Certains auteurs soutiennent qu'Asaka signa lui-même cet ordre. D'autres avancent que le lieutenant-colonel Isamu Chō, le chef d'état-major de l'Armée impériale de Chine centrale transmit cet ordre au nom du Prince avec son consentement. Toutefois, même si Cho prit de lui-même l'initiative, Asaka, qui était le commandant en charge, ne donna aucun ordre pour faire cesser le carnage. Quant à Matsui, il ne pénétra dans la cité qu'une fois le massacre commencé.
Si la responsabilité d'Asaka pour le massacre demeure matière à débat, l'explication la plus rationnelle pour les crimes commis lors de l'invasion de la Chine, peut être trouvée dans la ratification, faite le 5 août 1937 par Hirohito, de la proposition de son état-major de suspendre les contraintes du droit international à l'égard des prisonniers chinois.
En février 1938, alors que Nankin était occupée, Asaka et Matsui furent rappelés au Japon. Matsui prit sa retraite mais Asaka demeura au sein du Conseil suprême de guerre jusqu'à la reddition en 1945. Il fut promu général en août 1939 mais n'occupa plus de poste de commandement. En 1944, il complota avec Naruhiko Higashikuni, son neveu Nobuhito Takamatsu, l'ancien premier ministre Fumimaro Konoe et l'impératrice Teimei pour faire destituer le cabinet de Hideki Tojo.
Des officiers du Commandement suprême des forces alliées interrogèrent Asaka sur le massacre le 1er mai 1946, mais ne l'assignèrent pas devant le Tribunal de Tokyo. Le général Douglas MacArthur décida en effet d'accorder l'immunité à tous les membres de la famille Impériale.

### Vie après la guerre
Le 14 octobre 1947, le Prince et ses enfants perdirent leur statut princier et leurs privilèges, à la suite de la politique d'occupation visant l'abolition des branches collatérales de la famille impériale. 
Le 18 décembre 1950 il se convertit au catholicisme romain. Il fut le premier membre de la famille impériale à se convertir.
Il passa la majeure partie de son temps à jouer au golf, et participa activement au développement de cette activité au Japon. Dans les années 1950 il fut l'architecte du "Plateau Golf Course" au Dai-Hakone Country Club. 
Asaka mourut le 13 avril 1981 à son domicile d'Atami, dans la préfecture de Shizuoka. Il était âgé de 93 ans.

## Honneurs

### Distinctions honorifiques étrangères
- Belgique : Grand Cordon de l’Ordre de Léopold (29 avril 1925)[8]

## Galerie de portraits

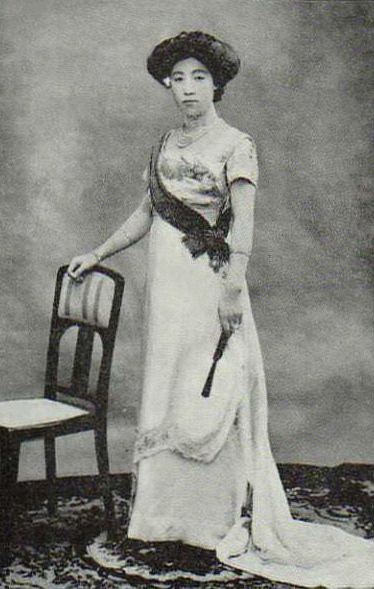
Princesse Nobuko Asaka, épouse
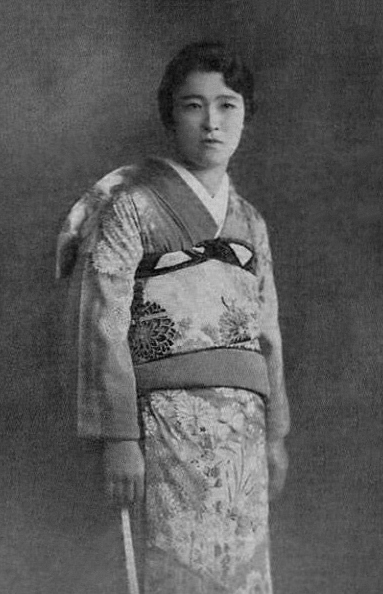
Princesse Kikuko Asaka, fille aînée
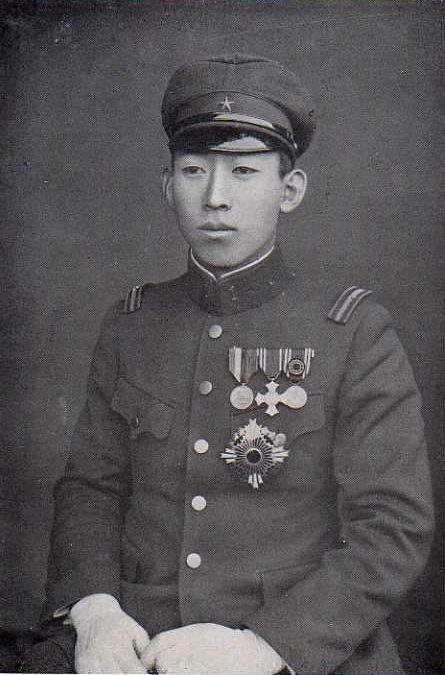
Prince Takahito Asaka, fils et héritier
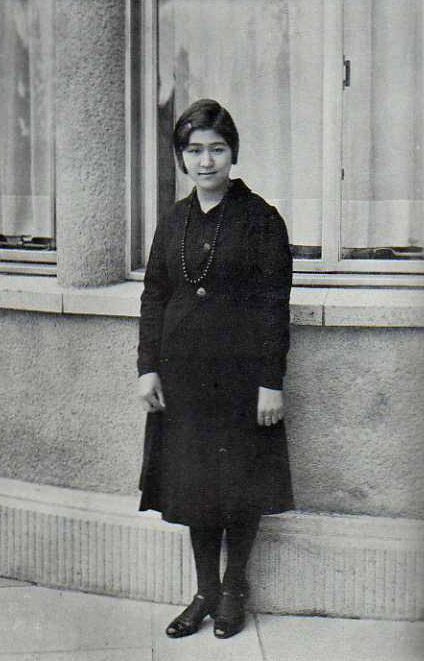
Princesse Kiyoko Asaka, fille cadette